# Music College
Das Music College ist eine private, staatlich anerkannte Berufsfachschule für Musik mit der Fachrichtung Pop, Rock, Jazz in Regensburg. Träger der Schule ist die „Music College gemeinnützige GmbH.“

## Geschichte der Schule
Die Schule wurde 1991 vom Regensburger Lehrer und Gitarristen Josef Meier unter ihrem bis heute bestehenden Namen gegründet und bot zunächst ein Unterrichtsprogramm für angehende Profimusiker. Im Jahr 1996 gründeten Josef Meier, Gunther Conrad und Klaus Erhart die erste private Berufsfachschule für Pop, Rock und Jazz mit dem Namen "Music College". Diese war zunächst staatlich genehmigt und bekam im Jahr 2000 die staatliche Anerkennung. Von 1996 bis 1998 erfolgte der Schulbetrieb in einem Gebäude in der Regensburger Innenstadt.
Seit Beginn des Schuljahres 1998/99 wird das Music College im sogenannten Lokschuppen betrieben, einer ehemaligen historischen Eisenbahn-Wagenremise. Das Schulgebäude befindet sich in der Zollerstraße 1a, östlich neben der Galgenbergbrücke, die östlich vom Hauptbahnhof die Bahngleise überquert. Mit den neuen und größeren Räumlichkeiten wuchs auch die Schülerzahl von anfangs 25–30 Personen auf heute 45–50 Personen.

## Geschichte des Gebäudes
Seit Beginn des Schuljahres 1998/99 befindet sich die Schule in einem unter Denkmalschutz stehenden ehemaligen Betriebsgebäude der ehemaligen Bayerischen Ostbahn AG. Die AG ließ 1857 unter Leitung des Architekten Heinrich von Hügel den ersten Regensburger Bahnhof und die zugehörigen Betriebsbauten errichten. Westlich des Empfangsgebäudes entstand als damalige  53 m lange Wagenremise das heutige Schulgebäude.      1875 wurde die Ostbahn AG verstaatlicht, womit auch die Wagenremise in den Besitz des Königreichs Bayern kam. Die Verlagerung des Gebäudes, das damals für Zwecke der Post genutzt wurde, zum heutigen Standort östlich der Galgenbergbrücke erfolgte nach der noch nachweisbaren Durchnummerierung wichtiger Natursteinteile. In städtischen Vermessungsdokumenten wird das Bauwerk am heutigen Standort erstmals 1892 genannt. Nicht bekannt ist die Funktion der Halle am neuen Standort bis 1925. Danach wurde das Gebäude für bisher unbekannte Zeit als Fahrleitungsmeisterei genutzt. In den Folgejahren kursierten unbelegte Vermutungen über die Nutzung des Gebäudes als Remise für Salonwagen des Fürstenhauses Thurn und Taxis. Dann bürgerte sich der Name Lokschuppen ein. Obwohl das Gebäude diese Funktion nie hatte, erhielt sich die Bezeichnung Lokschuppen für das nach 1990 mit Geldmitteln von Oswald Zitzelsberger renovierte Gebäude.

## Ausbildungsziele
Staatlich geprüfter Ensembleleiter / staatlich geprüfter Chorleiter
nach zwei Jahren wird mit der erfolgreich absolvierten Abschlussprüfung die Qualifikation „staatlich geprüfter Ensembleleiter in der Fachrichtung Rock-Pop-Jazz“ erworben. Die Ausbildung im Hauptfach Gesang führt zusätzlich zur Qualifikation als „staatlich geprüfter Chorleiter“.
Pädagogische Zusatzqualifikation
in einem zusätzlichen dritten Jahr, dem „pädagogischen Aufbaujahr“, können Absolventen eine pädagogische Zusatzprüfung ablegen, die zur Unterrichtserteilung in der Unter- und Mittelstufe von Sing- und Musikschulen berechtigt. In das Aufbaujahr wird aufgenommen, wer die zweijährige Ausbildung mit der Gesamtnote von mindestens 2,5 abgeschlossen hat, im Hauptfach die Zeugnisnote "gut" oder besser erhalten hat und bei Eintritt mindestens 23 Jahre alt ist.
Fachlehrer für Musik und Kommunikationstechnik
darüber hinaus öffnet der zweijährige Studiengang an der Berufsfachschule den Weg zur Fachlehrerausbildung, die vier Jahre dauert. Der Abschluss an der Berufsfachschule wird dabei als erster Ausbildungsabschnitt angerechnet. Dieser Studiengang wird am Staatsinstitut Ansbach angeboten und berechtigt zur Tätigkeit als Fachlehrer (z. B. Musik und Kommunikation) an Grund- und Hauptschulen, an Förderschulen sowie an Realschulen.
Vorbereitung zum Studium
die Ausbildung dient auch zur intensiven Vorbereitung auf ein Musikstudium mit den verschiedenen Studiengängen an Hochschulen und Universitäten.
Grundlage für musikverwandte Berufe
die Ausbildung kann auch als Grundlage für musikverwandte Berufe wie z. B. im Instrumentenbau, Musikalienhandel, Studio- und Tontechnik, Musikverlagen etc. dienen.

## Ausbildungsprogramm
Das Ausbildungsprogramm beinhaltet ein Allroundangebot für angehende Profimusiker und Instrumentalpädagogen. Neben dem regulären Unterricht im Hauptfach- und Nebenfachinstrument, in Ensemblespiel und -leitung, in Gehörbildung, Rhythmik, Arrangement und Recording, Rock-, Pop- und Jazzgeschichte, bietet die Schule ein Ergänzungsprogramm an, das darauf ausgerichtet ist, die musikalischen und beruflichen Perspektiven zu erweitern: Intensiv-Probewochen, Videoproduktionen, Seminare zu Musik-Soft- und Hardware und Workshops mit Musikern und Dozenten aus der internationalen Pop-, Rock- und Jazzszene.
Als Hauptfächer können folgende Instrumente gewählt werden: Piano/Keyboards, Vocals, Drums, Gitarre, E-Bass, Kontrabass, Saxophon, Trompete und Posaune.

## Dozenten
Die Dozenten sind Absolventen europäischer oder US-amerikanischer Musikhochschulen und zudem aktive Musiker, darunter Gerwin Eisenhauer, Michael „Scotty“ Gottwald und Markus Fritsch.

## Finanzierung
Die Schule finanziert sich durch Unterrichtsgebühren und Zuschüsse des Freistaates Bayern. Die Ausbildung ist nach dem BAföG als Berufsausbildung anerkannt.

## Weblink
- Offizielle Website